# Електронна лавина
Електро́нна лави́на — явище швидкого розмноження носіїв заряду при протіканні електричного струму в газах, напівпровідниках та діелектриках у сильному електричному полі.
Електронні лавини виникають тоді, коли в проміжку між двома зіткненнями електрон набирає енергію достатню для того, щоб іонізувати нейтральну молекулу або створити електрон-діркову пару.
{\displaystyle eEl>{\mathcal {E}}_{i}},
де e — заряд електрона, E — напруженість електричного поля, l — довжина вільного пробігу електрона, {\displaystyle {\mathcal {E}}_{i}} енергія іонізації.
Під час газового розряду, розігнавшись між зіткненнями до достатньої енергії, електрон може віддати її електрону нейтрального атома, вибиваючи його. В результаті створюється пара нових заряджених частинок: електрон і йон. В електричному полі ці частинки рухаються в різних напрямках, але їхній вклад у струм збігається за знаком. Новонароджений вільний електрон теж, як і початковий, розганяється в електричному полі й може при наступному зіткненні вибити ще один електрон. В результаті кількість носіїв заряду дуже швидко збільшується. Стрімко зростає також сила електричного струму.
Аналогічні процеси можуть також відбуватися у твердих тілах — напівпровідниках і діелектриках. При цьому швидкі електрони народжують пару квазічастинок: електронів провідності й дірок, якщо його енергія більша від ширини забороненої зони.
Виникнення електронних лавин призводить до пробою ізоляторів.